# Arteră lacrimală
Artera lacrimală este o arteră care apare aproape de foramenul optic și este una dintre cele mai mari ramuri derivate din artera oftalmică. Nu de puține ori se desprinde înainte ca artera să intre pe orbită.
Însoțește nervul lacrimal de-a lungul marginii superioare a mușchiul drept lateral al ochiului și aprovizionează cu sânge glanda lacrimală.

## Ramuri
Ramurile sale terminale, care ies din glandă, sunt distribuite la pleoape și conjunctive: dintre cele care alimentează pleoapele, două sunt de dimensiuni considerabile și sunt denumite arterele palpebrale laterale; acestea au un traseu medial în straturile superioare și respectiv inferioare și se anastomozează cu arterele palpebrale mediale, formând un cerc arterial în această situație.
Artera lacrimală se desprind, de asemenea, una sau două ramuri zigomatice, dintre care una trece prin foramenul zigomato-temporal, pentru a ajunge în fosa temporală și se anastomozează cu arterele temporale profunde; altul apare pe obraz prin foramenul zigomato-facial și se anastomozează cu fața transversală.
O ramură recurentă trece înapoi prin partea laterală a fisurii orbitale superioare către dura mater și se anastomozează cu o ramură a arterei meningeale medii.

## Variabilitate
Artera lacrimală este uneori derivată dintr-una din ramurile anterioare ale arterei meningeale medii.

## Imagini suplimentare

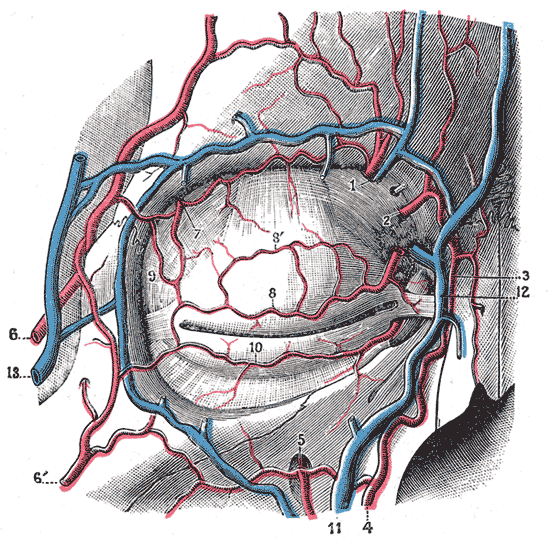
Vasele de sânge ale pleoapelor, vedere frontală.